# Anastrepha obliqua
Anastrepha obliqua is een vliegensoort uit de familie van de boorvliegen (Tephritidae). De wetenschappelijke naam van de soort is voor het eerst geldig gepubliceerd in 1835 door Macquart.
De oorspronkelijke waardplanten van deze soort zijn soorten Spondias, maar de soort heeft zich daarnaast ontwikkeld als plaag in de teelt van mango. Ook op citrusvruchten, guave en andere fruitsoorten wordt de soort soms aangetroffen. Het vrouwtje legt de eitjes onder de schil van de vrucht, waarna de eitjes na 3 tot 12 dagen uitkomen. De wittige larve wordt tot 12 millimeter lang en eet gedurende 15 tot 32 dagen van het vruchtvlees. De verpopping vindt plaats in de grond onder de waardplant. Na 15 tot 19 dagen komt de pop uit. Het volwassen insect heeft een vleugellengte van 7 tot 9 millimeter. De soort komt voor gedurende het gehele jaar zonder veel schommelingen in aantallen. 
De soort komt voor in het Neotropisch gebied en is ook in het zuiden van de Verenigde Staten waargenomen, waar hij zich echter niet heeft gevestigd. 